# تصوير ضوئي سري

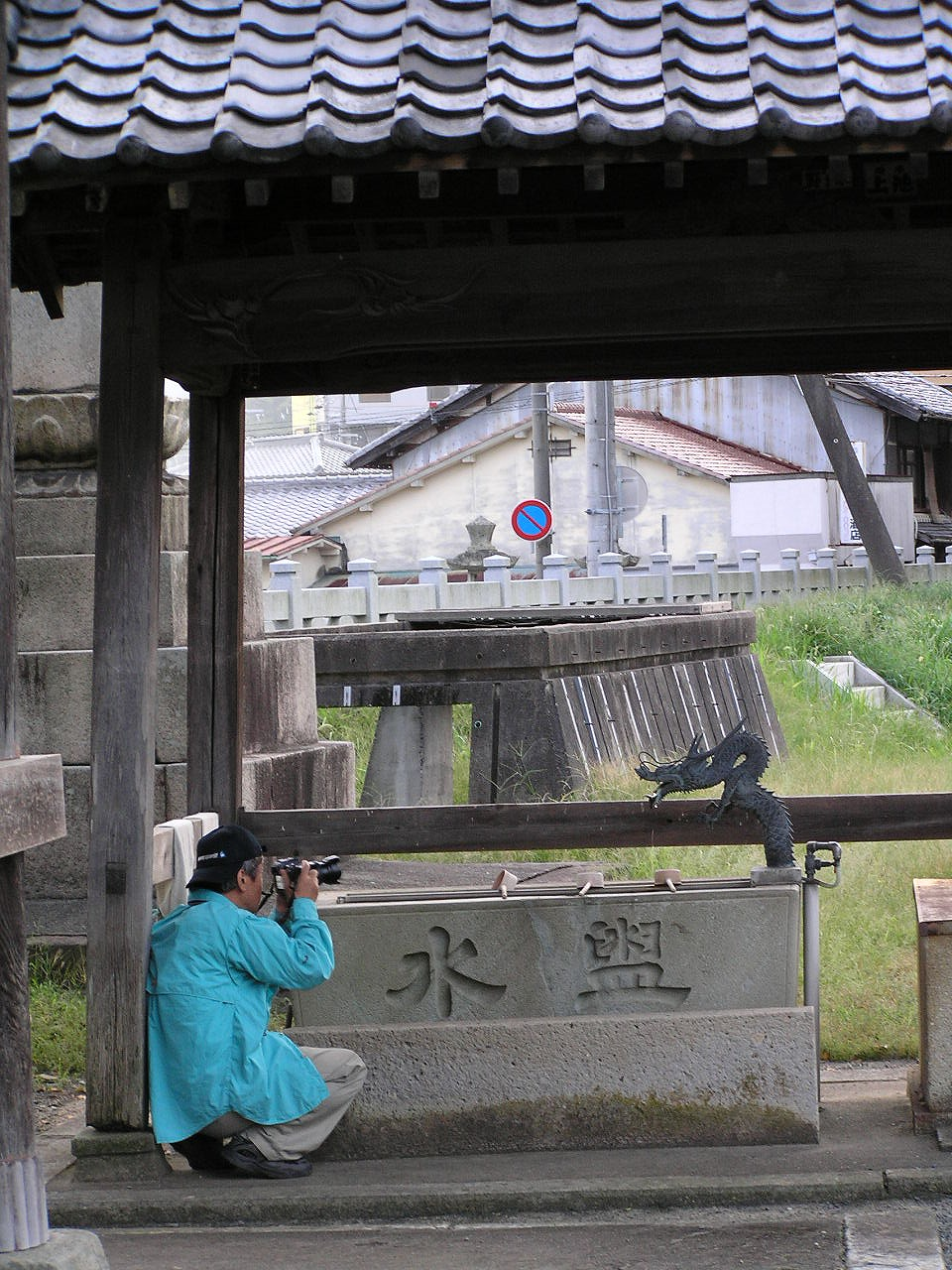
رجل يلتقط صورًا سرًا

التصوير الضوئي السري يشير إلى استخدام جهاز تسجيل الصورة أو الفيديو لتصوير شخص لا يعلم أنه يجري تصويره عمدًا. ويُطلق عليه أحيانًا التصوير السري، وهو مصطلح يستخدم غالبًا بين المحققين المحترفين أو التصوير غير المصرح به.
قد يكون الشخص غير مدرك أنه يجري تصويره في مجموعة متنوعة من الحالات، مثل:
- مراقبة الدوائر التلفزيونية المغلقة الثابتة أو المتنقلة في الأماكن العامة أو الخاصة.
- مطاردة المصورين للمشاهير.
- استخدام كاميرا خفية في الصحافة الاستقصائية.
- التصوير بواسطة التلصص.
- خلال التجسس الصناعي.
- خلال جمع المعلومات الاستخبارية من قبل الشرطة أو المتحرين.
- خلال مرحلة التحقيق للأحكام القضائية المطالبة بـتعويضات العمال.
- من قبل القائمين بالقانون.
- من قبل المتظاهرين أو الناشطين السياسيين.
- من قبل الأكاديميين مثل باحثي الإثنوغرافيا أو علماء الاجتماع المراقبين المشاركين.
- كـمزحة، على سبيل المثال، من هاتف أحد الأصدقاء المزود بـكاميرا محمولة.

أحيانًا يتم استخدام كاميرات عادية، ولكن يخفي المصور نفسه. وأحيانًا تكون الكاميرا نفسها مستترة أو مخفية. وهناك حاجة لبعض العناصر الواضحة لعملية الإخفاء (أو مسافة كبيرة) لجعل هذا التصوير يقع في فئة «التصوير الضوئي السري» بدلاً من تصوير الشارع أو التصوير الوثائقي.
وقد تم استخدامه من قبل الشرطة البريطانية منذ جمع المعلومات الاستخبارية عن حركة سوفرجت في أوائل القرن العشرين (1900). وقد تم الحصول على بعض تصوير الشارع الأمريكي الكلاسيكية- مثل تلك الخاصة بـبول ستراند على الجانب الشرقي السفلي - من خلال تحديد ثانية «العدسة الوهمية» للكاميرا، بينما يتم التقاط اللقطة الحقيقية من الجانب. وعلى الرغم من أن كاميرات التجسس الصغيرة بما يكفي لتتلاءم داخل ساعة الجيب كانت موجودة منذ ثمانينيات القرن التاسع عشر (1880)، إلا أنه منذ خمسينيات القرن العشرين (1950) ساعد التقدم في التصغير والإلكترونيات بشكل كبير في القدرة على إخفاء كاميرات مصغرة، كما زادت الجودة والقدرة على تحمل تكاليف الكاميرات الصغيرة (غالبًا ما تسمى «كاميرات تجسس» أو كاميرا فرعية مصغرة) زيادة كبيرة. وهناك الآن بعض الكاميرات الرقمية المدمجة صغيرة جدًا حيث كان يتم وصفها في العقود السابقة باسم «كاميرات التجسس» كما أن هناك الآن كاميرات رقمية بدقة 41 ميجابكسل مدمجة في بعض الهواتف المزودة بـكاميرات محمولة.
وقد قام بعض مصوري الفنون الجميلة بعرض سحر بأشكال التصوير الضوئي المتلصصة السرية. وقد تم اكتشاف التصوير المتلصص أيضًا بشكل رئيسي في أفلام مثل بيبنج توم لـباول وبريسبيرغر وبلو أب لـمايكل أنجلو أنطونيوني وظهر له تأثير كوميدي في أفلام مثل فتاة غريغوري والفطيرة الأمريكية.

## القوانين والأخلاق
هناك العديد من قوانين الخصوصية المتعددة في مختلف البلدان والتي لها أيضًا تأثير على التصوير السري للأفراد وعلى نشر أي صور تنتج عن هذا التصوير. على سبيل المثال يوجد لدى فرنسا قوانين صارمة جدًا ضد نشر مثل هذه الصور بينما تنشر صحافة التابلويد البريطانية مجموعة متنوعة من صور التصوير السري. وتتضمن أمثلة الوضع البريطاني نشر صور الأميرة ديانا التي تم التقاطها سرًا في صالة الألعاب الرياضية ونشر الصور التي التُقطت سرًا لـناعومي كامبل والتي أدت إلى رفع دعوى كبيرة في المحكمة.
تقوم مؤسسات جمع الأخبار واتحادات نقابات العمال بوسائل الإعلام بإصدار مبادئ توجيهية أخلاقية لأعضائها على استخدام التصوير الضوئي بـالعدسات المقربة والسرية.